# Guadalupe megye (Új-Mexikó)
Guadalupe megye az Amerikai Egyesült Államokban, azon belül Új-Mexikó államban található. Megyeszékhelye Santa Rosa, mely egyben a legnagyobb városa is. Lakosainak száma 4452 fő (2020. április 1.). Guadalupe megye San Miguel, De Baca, Quay, Lincoln és Torrance megyékkel határos.

## Népesség
A megye népességének változása:
| Lakosok száma | 4688 | 4645 | 4608 | 4551 | 4371 | 4452 |
|               | 2010 | 2011 | 2012 | 2013 | 2015 | 2020 |